# Masami Taniguchi
Pour les articles homonymes, voir Taniguchi.
Masami Taniguchi (谷口 雅美, Taniguchi Masami) est une ancienne joueuse de volley-ball japonaise née le 17 septembre 1976 à Miyazaki (Préfecture de Miyazaki). Elle mesure 1,77 m et jouait au poste d'attaquante. 

## Clubs
| Club                          | De        | À         |
| ----------------------------- | --------- | --------- |
| Miyazaki Nichidai High School |           | 1994-1995 |
| Odakyu Juneau                 | 1995-1996 | 1998-1999 |
| Hitachi Belle Fille           | 1999-2000 | 2000-2001 |
| JT Marvelous                  | 2001-2002 | 2012-2013 |

## Palmarès
- V Première Ligue
  - Vainqueur : 2011.
  - Finaliste : 2007, 2010.
- Tournoi de Kurowashiki
  - Vainqueur : 2011, 2012.
  - Finaliste : 2003, 2004, 2007, 2010.